# Paul Keating
Paul John Keating (Sydney, 18 de janeiro de 1944) é um político australiano que serviu como o 24º Primeiro-ministro do seu país de 1991 a 1996. Ficou notório com a reforma no Tesouro Australiano no Governo Hawke, depois como primeiro-ministro vencedor das eleições de 1993. No seu segundo mandato, porém, a figura de político inteligente caiu quando o eleitorado começou a se preocupar com os rumos da economia, sendo derrotado por John Howard, em 1996.

## Biografia
Keating cresceu em Bankstown, um subúrbio da classe trabalhadora de Sydney. Ele era um dos quatro filhos de Matthew Keating e de Minnie Keating.
Keating foi educado em escolas católicas (seu pai era descendente de irlandeses); desde James Scullin, em 1932, que a Austrália não havia tido um primeiro-ministro católico. Aos 14 anos, Paul deixou a escola De La Salle, trabalhou como gerente e depois como assistente de pesquisa. Ele se filiou ao Partido Trabalhista Australiano assim que se tornou elegível.

### Vida política
Quando Hawke ganhou as eleições de março de 1983, Keating se tornou Tesoureiro, um posto que ele ocuparia até 1991. Após um começo difícil Keating conseguiu realizar sua política econômica e logo ficou conhecido por estar por trás das reformas macroeconômicas do Governo Hawke, incluindo a flutuação do dólar australiano (AU$), cortes substanciais em tarifas, e algumas reformas em impostos federais. Em 1985, Keating propos o imposto de valor agregado (conhecido na Austrália como Goods and Services Tax ou GST). Acreditava-se que a última medida seria impopular ao eleitorado.
Keating e Hawke apresentam contrastes em suas escolaridades. Hawke se formou na Rhodes Scholar; Keating abandonou a escola de ensino fundamental. As alegrias de Hawke eram cigarros, corrida de cavalos, mulheres e todas as formas de esporte. Já Keating preferia a arquitetura clássica e a coleção de relógios antigos. Hawke tinha um falar calmo, enquanto Keating se mostrava agressivo. Hawke era protestante e Keating, católico. Apesar disso, os dois formaram uma parceria efetiva.
A parceria Hawke-Keating foi mais forte durante os primeiros dois mandatos de governo (1983-1987) com Hawke atuando como líder populista e Keating, como político atuante. Após as eleições de 1987, Keating começou a achar que era a vez de Hawke abrir o caminho para que ele se lançasse candidato a líder do partido. 

### Brigas políticas com Hawke
Em 1988, em um famoso encontro na Casa Kirribilli, Hawke e Keating discutiram secretamente a entrega da liderança a Keating. Hawke concordou em frente a testemunhas que, após as eleições de 1990, ele renunciaria em favor de Keating. Em 1991, quando Hawke ameaçou desistir do acordo nas bases em que foram estabelecidos, já que Keating seria desleal e menos popular que Hawke, Keating o desafiou pela liderança.  Ele perdeu, renunciou do cargo de Tesoureiro, e declarou publicamente que sua ambição pela liderança do partido havia acabado (uma declaração que poucos acreditaram e que ele nunca pretendia honrar). No resto de 1991, Hawke sofreu com a oposição e as constantes censuras de Keating já que a economia estava passando por maus bocados. Em dezembro de 1991, Keating derrotou Hawke num segundo desafio pela liderança, e se tornou Primeiro-ministro.

### Primeiro-ministro
As reformas econômicas de Hawke foram reveladas pelo novo líder liberal John Hewson. Conhecida como Fightback!, era centrada na GST e incluía massivas reformas nas relações com indústrias, com corte nos servidores públicos, e em despesas do governo na área de saúde e educação. 
Apesar disso, a visão da maioria dos comentaristas políticos era de que as eleições de 1993 seriam "inganháveis" pelos Trabalhadores. O partido já estava no poder há 10 anos, a economia estava voltando ao normal vagarosamente, e a arrogância de Keating não agradava os eleitores. Contrariando todos esses fatores, Keating conseguiu se eleger com uma propaganda política desafiadora, memorável pelo "15% nisso, 15% naquilo", que liderou os Trabalhistas a uma inesperada vitória. O discurso memorável de vitória que Keating fez ficou marcado na história da política recente da Austrália. A maioria das reformas do Fightback só foram implementadas mais tarde no governo do sucessor liberal John Howard.
Keating interpretou a vitória nas eleições de 1993 como a oportunidade de manter a agenda big picture, e foi encorajado nisto pelas classes intelectuais esquerdistas de Sydney e Melbourne. Keating falhou em perceber que as classes trabalhadoras estavam mais preocupadas com a economia, mas na verdade estavam reagindo de uma forma ruim ao nervosismo de Keating no envolvimento da Austrália com a Ásia.

### Derrota
Enquanto o Partido Liberal falhava em apresentar credibilidade, Keating parecia seguro. Alexander Downer substituiu Hewson como líder em 1994, mas falhou em impressionar o primeiro-ministro. A perspectiva da oposição mudou quando John Howard reassumiu a liderança dos liberais no início de 1995 e grande parte dos eleitores responderam a sua mensagem socialmente mais conservadora. 
Contrariando as promessas de que seria crucificado por Keating, Howard liderou os liberais à vitória em março de 1996, finalizando 13 anos de governos trabalhistas.

### Vida pós-política
John Keating é atualmente Professor Visitante de Políticas Públicas da Universidade de Nova Gales do Sul, em Sydney. Ele foi condecorado como Doutor em Direito na Universidade Keio em Tóquio, na Universidade Nacional de Cingapura e na Universidade de Nova Gales do Sul.